# Hamburger Senat im Nationalsozialismus

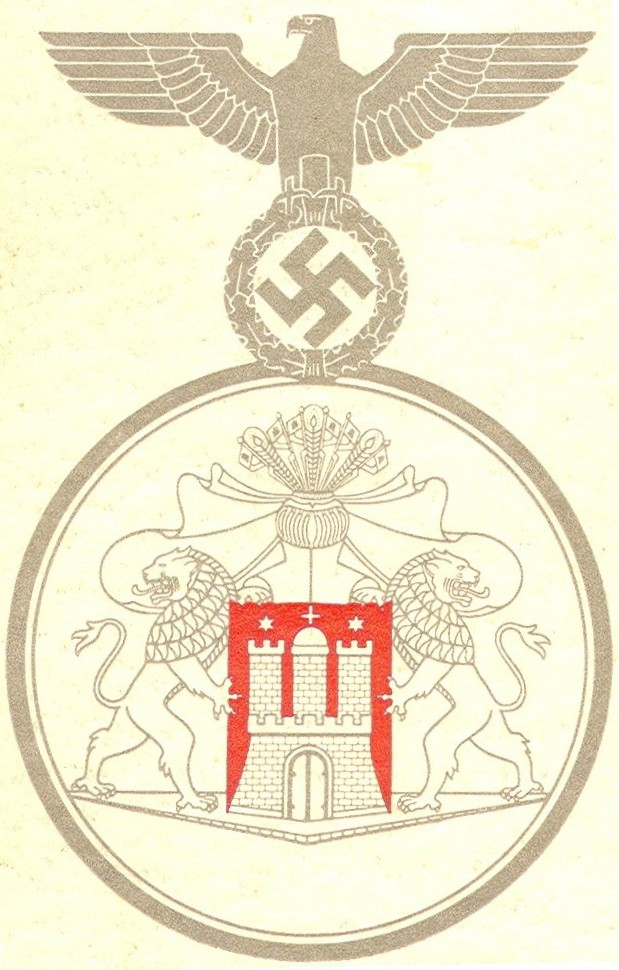
Wappen Hamburgs während des Nationalsozialismus

Am 8. März 1933 wurde in Hamburg ein neuer Senat unter nationalsozialistischer Führung gewählt. Seit September 1931 hatte der Senat, ohne über eine Mehrheit in der Bürgerschaft zu verfügen, amtiert, um die Geschäfte fortzuführen. Die Nationalsozialisten konsolidierten ihre Macht in Hamburg in den ersten Jahren ihrer Herrschaft und bauten den Hamburger Staat entsprechend dem Führerprinzip um. So verlor der Senat als Kollegialorgan zunehmend an Macht, die gleichzeitig auf das Reich und vor allem auf den Reichsstatthalter überging. Endpunkt in dieser Entwicklung war die Abschaffung der hamburgischen Verfassung und die Auflösung Hamburgs als selbstständiges Land im Deutschen Reich zum 1. April 1938. Damit wurde auch der Senat als Gremium aufgelöst und abgeschafft.

## Machtübernahme
Mit der Einsetzung von Alfred Richter (NSDAP) zum Reichskommissar, Polizeiherrn und damit de facto zum Hamburger Innensenator durch Reichsinnenminister Wilhelm Frick begann die Machtübernahme der Nationalsozialisten in Hamburg am Abend des 5. März 1933. Am selben Tag fand auch die Reichstagswahl statt und nach Schließung der Wahllokale besetzten SA-Einheiten das Hamburger Rathaus. Der seit dem 3. März 1933 amtierende Polizeiherr Paul de Chapeaurouge (DVP) trat darauf am 6. März 1933 vom Amt zurück. Unter diesen Vorzeichen einigten sich die bürgerlichen Parteien Staatspartei, DVP und DNVP bzw. ihre Wahllisten darauf, mit der NSDAP eine Koalition einzugehen (innerparteiliche Streitigkeiten gab es auf alle Fälle bei der DstP, wo es neben Befürwortern einer Koalition u. a. Heinrich Landahl oder Christian Koch auch Gegner gab, wie z. B. Carl Wilhelm Petersen und Friedrich Ablass, die vor allem dagegen protestierten, dass sich die Staatspartei mit Walter Matthaei am neuen Senat beteiligten).
Die neue Koalition verfügte in der 7. Bürgerschaft (gewählt am 24. April 1932) über eine hauchdünne Mehrheit von 1 Stimme. Bei 160 Abgeordneten stellte die Koalition 81, davon entfielen auf die NSDAP 51, die Staatspartei 18, die DVP 5 und die DNVP 7 Abgeordnete. Die Koalition beschloss, die Senatorenposten entsprechend dem Kräfteverhältnis im neu gewählten Reichstag zu besetzen. Damit wurden die in Hamburg schwach abschneidende DNVP und der ihr nahestehende Stahlhelm begünstigt, die in der Kampffront Schwarz-Weiß-Rot vereinigt waren.

## Senatswahl
Am 8. März 1933 wurde von der Hamburger Bürgerschaft ein neuer Senat unter dem Ersten Bürgermeister Carl Vincent Krogmann gewählt. Die Abgeordneten der KPD konnten nicht an der Bürgerschaftssitzung teilnehmen, ihre 26 Plätze blieben leer. Die Reichstagsbrandverordnung des Reichspräsidenten vom 28. Februar 1933 ermöglichte es den Nationalsozialisten, legal gegen die Kommunisten vorzugehen. Für die kommunistischen Abgeordnete lagen Haftbefehle vor, die meisten befanden sich zu diesem Zeitpunkt auf der Flucht oder schon in Haft, wie beispielsweise der am 5. März 1933 verhaftete kommunistische Bürgerschaftsabgeordnete Etkar André.
Dass 26 Abgeordnete fehlten, veränderte die Situation, denn nach Artikel 34 der Hamburgischen Verfassung wurden „die Mitglieder des Senats von der Bürgerschaft mit der Mehrheit der abgegebenen Stimmen gewählt“. Bei den entsprechenden Senatorenwahlen erhielten nur der Zweite Bürgermeister (Burchard-Motz) und der Finanzsenator (Matthaei) 84 Stimmen und damit drei Stimmen mehr als die Koalition umfasste. Die restlichen Senatoren erhielten nur 79 Stimmen, womit mindestens zwei Abgeordnete der Koalitionsparteien gegen sie votierten.
Als Erster Bürgermeister wurde der damals noch parteilose, aber in SA-Uniform auftretende Kaufmann und Reedersohn Carl Vincent Krogmann gewählt, zum Zweiten Bürgermeister Wilhelm Amsinck Burchard-Motz (DVP) (Ressort: Wirtschaft) und zum Finanzsenator Walter Matthaei (DStP). Matthaei war seit 1921 und Burchard-Motz seit 1925 Senator, die Wahl dieser erfahrenen Senatoren und des parteilosen Ersten Bürgermeisters aus Hamburger Familien verdeckte den radikalen Wandel, den diese Wahl darstellte.
Die neu gewählten nationalsozialistischen Senatoren Wilhelm von Allwörden (Wohlfahrt), Alfred Richter (Polizei), Friedrich Ofterdinger (Hochschule) und Curt Rothenberger (Justiz) bestimmten in den folgenden Jahren maßgeblich die Politik in Hamburg; weniger bedeutsam war Diedrich Engelken (Handel und Schifffahrt). Für die DNVP zogen der Führer der DNVP-Bürgerschaftsfraktion Max Stavenhagen (Bau) und Carl Julius Witt (Schule), für den Stahlhelm Hans-Henning von Pressentin (Arbeit) und Philipp Klepp (Landherrenschaft) in den Senat ein.
Im Folgenden die Mitglieder des Hamburger Senates:
Die Nationalsozialisten duldeten keine anderen Parteien in der Regierung, so wechselte Burchard-Motz am 1. April 1933, Witt am 1. Mai 1933, Klepp und von Pressentin am 24. Juni 1933 zur NSDAP.
Die alten Staatsräte wurden im Laufe des Jahres 1933 nach und nach entlassen oder pensioniert, am 8. März 1933 wurde Georg Ahrens, der schon als Vertreter von Gauleiter Karl Kaufmann die Koalitionsverhandlungen geführt hatte, offiziell zum neuen Senatsrat ernannt. Noch im selben Monat, am 26. März 1933, stieg er zum Staatsrat auf.

## Machterhalt und Terror
In den Tagen nach dem 5. März 1933 begann Alfred Richter vor allem die Hamburger Staatspolizei (die Hamburger Politische Polizei, siehe Staatspolizeileitstelle Hamburg) von Angehörigen des Reichsbanners bzw. der SPD und anderen nicht NS-loyalen Beamten zu säubern. Anschließend begann die Staatspolizei mit offenem Terror und der Verfolgung von Gegnern des Nationalsozialismus. Diesem Ziele dienend wurde auf Initiative von Gauleiter Karl Kaufmann am 24. März 1933 das Kommando zur besonderen Verwendung (K. z. b. V.) der Hamburger Staatspolizei unter Polizeioberleutnant Franz Kosa aus SS- und SA-Angehörigen gebildet. (Polizeileutnant Kosa war nach dem Hamburger Aufstand wegen Gefangenenmisshandlung verurteilt worden. Während des Altonaer Blutsonntages führte er die Polizeieinheit „Kommando Kosa“, die für die Tötung von 16 Zivilisten verantwortlich war. Das K.z.b.V. hatte insbesondere die Aufgabe durch Razzien und Hausdurchsuchungen Regimegegner aufzuspüren und in „Schutzhaft“ (unbegrenzte Haftdauer ohne richterlichen Beschluss) zu nehmen. Im März und April 1933 wurden in Hamburg über 1.200 Menschen – teils kurzzeitig – durch das K.z.b.V. inhaftiert.
Dazu wurde das Untersuchungsgefängnis genutzt und als dessen Kapazität nicht mehr ausreichte, da selbst die Dachböden überbelegt waren, entstand das KZ Wittmoor, und in den leerstehenden Gebäuden der Justizstrafanstalt Fuhlsbüttel wurde ab März 1933 das Kola-Fu (Konzentrationslager) errichtet. Misshandlungen waren während der Verhöre bei der Staatspolizei an der Tagesordnung. Der Erste Bürgermeister Krogmann lobte öffentlich am 10. Mai 1933 das brutale Vorgehen des K.z.b.V.

## Auswirkungen der Gleichschaltungsgesetze
Mit dem am 31. März 1933 vom Reichstag erlassenen ersten Gleichschaltungsgesetz wurde der Senat von der Bürgerschaft unabhängig. Der Senat erlangte das Recht, selbst Gesetze und den Haushaltsplan zu verabschieden; auch die Mitgliedschaft im Senat war nicht mehr an die Zustimmung der Bürgerschaft gebunden. Die Bürgerschaft wurde damit de facto überflüssig. Am 16. Mai 1933 wurde Gauleiter Karl Kaufmann aufgrund des zweiten Gleichschaltungsgesetzes zum Reichsstatthalter für Hamburg ernannt. Damit war er zwar gegenüber dem Senat nicht unmittelbar weisungsbefugt, dennoch konnte er als direkter Vertreter des Führers (Adolf Hitler) Mitglieder der Landesregierung, hier des Senats, ernennen und entlassen. Der Reichstatthalter fertigte außerdem die Gesetze aus und konnte damit Einfluss nehmen.
Kaufmann setzte seine neu gewonnenen Befugnisse umgehend ein und entließ „auf Wunsch der Reichsregierung“ am 18. Mai 1933 Max Stavenhagen und Walter Matthaei; für letzteren wurde Hans Nieland zum neuen Finanzsenator ernannt. Zu diesem Anlass wurde auch die Geschäftsverteilung des Senates verändert: Friedrich Ofterdinger gab das Hochschulressort an Carl Witt ab und übernahm das Gesundheitsressort, das aus dem Bereich Wohlfahrt unter Wilhelm von Allwörden ausgegliedert wurde. Das Bau-Ressort des ausgeschiedenen Senators Stavenhagen wurde vom Zweiten Bürgermeister übernommen.
Der Erste Bürgermeister Krogmann erhielt gleichzeitig von Kaufmann den Titel „Regierender Bürgermeister“ verliehen: Dies war eine weitere Verschleierung der wahren Machtverhältnisse.

## Senatsumbildung im Oktober 1933
Am 14. September 1933 wurde mit dem Landesverwaltungsgesetz die Grundlage für die Neuordnung der Senatsgeschäfte Hamburgs gelegt. Die zugehörige Ausführungsverordnung wurde am 29. September 1933 erlassen und danach der Senat umgebildet. Der Regierende Bürgermeister war gegenüber den Senatoren weisungsbefugt. Der Senat wurde auf sechs Personen, fünf Senatoren und Staatssekretär Georg Ahrens verkleinert. Die ausgeschiedenen Senatoren durften den Titel Senator weiter führen, waren aber nicht mehr Mitglied des Senats. Die Gesundheitsbehörde mit ihrem Leiter Friedrich Ofterdinger und die Landherrenschaft unter Philipp Klepp wurden im Oktober 1933 der Senatsabteilung „Innere Verwaltung“ unter der Leitung des Senators Alfred Richter unterstellt. Die Bereiche Schule und Hochschule wurden zur Landesunterrichtsbehörde unter Carl Witt zusammengefasst und diese Wilhelm von Allwörden unterstellt. Außerdem wurde die „Verwaltung für Wirtschaft, Technik und Arbeit“ unter Wilhelm Amsinck Burchard-Motz eingerichtet. Dieser war für das Ressort Wirtschaft, seit Mai 1933 auch für das Ressort Bau und seit Juli 1933 Ressort auch für Handel und Schifffahrt zuständig. Im Oktober wurde ihm auch Hans-Henning von Pressentin mit dem Ressort Arbeit untergeordnet.

## Zuständigkeitsverlust

### Im Bereich Polizei
Am 24. November 1933 wurde die Hamburger Staatspolizei (die Hamburger Politische Polizei) vom Senat dem Bayerischen Polizeichef und SS-Reichsführer Heinrich Himmler unterstellt. Dieser bestätigte seinen am 20. Oktober 1933 eingesetzten Vertrauten Bruno Streckenbach als Leiter. Im April 1936 wurde die Hamburger Staatspolizei endgültig mit der ursprünglich preußischen Gestapo verschmolzen. Mit dem „Erlass des Führers und Reichskanzlers vom 17. Juni 1936“ wurden auch die restlichen Hamburger Polizeieinheiten dem Reich unterstellt und der Senat verlor seine Zuständigkeit für die Polizei.

### Im Bereich Justiz
Ab April 1935 wurde der Justizapparat der Hamburgischen Zuständigkeit entzogen und dem Reichsministerium der Justiz unter Franz Gürtner unterstellt. Der bisherige Senator Rothenberger schied aus seinem Senatsamt aus und wurde unter Beibehaltung des Titels „Senator“ Präsident des Hanseatischen Oberlandesgerichts. Ab dem 16. Mai 1935 wurde er zusätzlich zum Präsidenten des hamburgischen Oberverwaltungsgerichts ernannt. Damit blieb Rothenberger weiter für den Justizbereich in Hamburg verantwortlich.

## Erodierung der Macht
Nicht der Erste Bürgermeister, sondern Georg Ahrens stieg zur einflussreichsten Person des Hamburger Senates auf. Ahrens war enger Vertrauter von Reichsstatthalter Kaufmann und hatte die mächtigste Position innerhalb des Senates. Seit dem 6. Juli 1933 war er Leiter des neugeschaffenen Hamburger Staatsamtes, damit zuständig für die allgemeine Verwaltung, das Behördenpersonal und die Außenvertretung Hamburgs. Schon in dieser Position nahm er entscheidenden Einfluss. Als im November 1934 der Zweite Bürgermeister Burchard-Motz, weil Kaufmann ihm misstraute und er nicht mehr gebraucht wurde, aus dem Senat entlassen wurde, erlangte Ahrens den freiwerdenden Senatorenposten. Ahrens wurde zum Stellvertreter Kaufmanns ernannt und er verhandelte 1937 das Groß-Hamburg-Gesetz.

## Auflösung des Senates
Am 29. Juli 1936 beauftragte Adolf Hitler Reichsstatthalter Karl Kaufmann mit der Führung der Landesregierung. Die neue Herrschaftsstruktur wurde mit den Erlass vom 24. September 1936 über die Hamburger Verwaltung umgesetzt. Kaufmann war damit Leiter aller Verwaltungszweige. Der Senat fungierte nur noch als Beratergremium, Senatssitzungen fanden nicht mehr statt. Kaufmann als Landesregierung beauftragte die einzelnen Senatoren mit der Leitung einzelner Behörden und Verwaltungen unter seiner Weisungsbefugnis. Die ehemals unabhängigen Senatoren wurden damit zu politischen Beamten degradiert. Der regierende Bürgermeister Krogmann wurde in diesem Zusammenhang zum Leiter der Hamburger Gemeindeverwaltung ernannt.
Mit der Umsetzung des Groß-Hamburg-Gesetzes wurde auch die bisherige Verwaltungsstruktur maßgeblich geändert. Mit dem „Reichsgesetz über die Verfassung und Verwaltung der Hansestadt Hamburg“ vom 9. Dezember 1937 wurde die alte Hamburgische Verfassung zum 1. April 1938 aufgehoben. Damit fiel der Senat ersatzlos weg. Die bisherigen Senatsmitglieder durften ihre Senatorentitel behalten und wurden hauptamtliche Beigeordnete in der Gemeindeverwaltung der Hansestadt Hamburg oder Mitglieder der Staatsverwaltung.